# Louros (Epirus)
Louros (griechisch Λούρος) ist ein Ort und ein Gemeindebezirk der Gemeinde Preveza im Regionalbezirk Preveza (Regionalbezirk). 2010 wurde der ursprünglich selbstständige Ort eingemeindet. Er befindet sich im fruchtbaren Tal von Lamaris (Λάμαρης), genau in der Mitte zwischen Arta und Preveza, im Zentrum des Regionalbezirks von Preveza an einer Stelle, an der die Berge Valaora und Zalongo sehr nahe zusammenrücken. Das Tal öffnet sich zur Mündung des Flusses Louros hin.

## Name
Möglicherweise wurde Louros früher "Pyrgos" genannt und befand sich weiter westlich, näher am Fluss Louros. Seit dem 16. Jahrhundert ist der Name "Louros" für die Stadt bezeugt, als auch der Name des Flusses Orourou umgewandelt wurde. So berichtet es zumindest der Metropolit von Arta, Serafim Xenopoulos (gr. Σεραφείμ Ξενόπουλος). Dies ist die gängigste Version. Es gibt jedoch noch zwei weitere Herleitungen, die vor Ort verbreitet sind. Sie gehen zurück auf die alteingesessenen Bewohner. S. Markopoulos (Σ. Μαρκόπουλος) ein Lehrer, schrieb 1985: In der Umgebung unseres Ortes, und vor allem an den Ufern des Flusses Louros, gedeiht viel Röhricht (λυγιά). Loures (Λούρες), wie es von den Einheimischen genannt wird, wurde als Baustoff im ländlichen Raum verwendet. Die Bewohner schnitten es und stellen damit Umzäunungen, Hütten und Pferche her und blieben deshalb in der Nähe des Flusses. Daher der Name des Ortes, der sich auf die Häuser aus Röhricht (σπίτια από λούρες) bezieht und zu Louros angeglichen wurde. Früher hatte auch ein Auswanderer von Louros, ein Professor, an den Ufern des Louros eine Mühle errichtet, die den Namen Louros trug und dem Ort den Namen gegeben haben könnte.

## Geographie
Südöstlich des Ortes liegt der Nationalpark Amvrakikos-Feuchtgebiete (Εθνικού Πάρκου Υγροτόπων Αμβρακικού, seit 2008). Die Ethniki Odos 21 (Filippiades-Preveza) verläuft parallel zur Küste und verbindet den Ort mit Nea Sampsounda (Νέα Σαμψούντα) im Südwesten und Stefani (Στεφανή) im Osten. Eine weitere Verbindungsstraße führt im Tal des Louros nach Norden nach Neo Sfinoto (Νέο Σφηνωτο).

## Verwaltungsgliederung
| Stadtbezirk Ortsgemeinschaft | griechischer Name              | Code     | Fläche (km²) | Einwohner 2001 | Einwohner 2011 | Dörfer und Siedlungen               |
| ---------------------------- | ------------------------------ | -------- | ------------ | -------------- | -------------- | ----------------------------------- |
| Louros                       | Δημοτική Κοινότητα Λούρου      | 21010301 | 35,349       | 2044           | 1938           | Louros                              |
| Ano Rachi                    | Τοπική Κοινότητα Άνω Ράχη      | 21010302 | 16,740       | 0260           | 0127           | Ano Rachi                           |
| Vrysoula                     | Τοπική Κοινότητα Βρυσούλας     | 21010303 | 13,945       | 0263           | 0172           | Vrysoula                            |
| Kotsanopoulo                 | Τοπική Κοινότητα Κοτσανοπούλου | 21010304 | 20,143       | 0317           | 0265           | Ano Kotsanopoulo, Kato Kotsanopoulo |
| Neo Sfinito                  | Τοπική Κοινότητα Νέου Σφηνωτού | 21010305 | 09,062       | 0090           | 0072           | Neo Sfinito                         |
| Revmatia                     | Τοπική Κοινότητα Ρευματιάς     | 21010306 | 11,870       | 0209           | 0153           | Revmatia, Kato Revmatia             |
| Skiadas                      | Τοπική Κοινότητα Σκιαδά        | 21010307 | 10,982       | 0171           | 0110           | Aloni, Kondates, Skiadas            |
| Stefani                      | Τοπική Κοινότητα Στεφάνης      | 21010308 | 13,561       | 0513           | 0440           | Stefani                             |
| Trikastro                    | Τοπική Κοινότητα Τρίκαστρον    | 21010309 | 14,772       | 0022           | 0000           | Trikastro                           |
| Oropos                       | Τοπική Κοινότητα Ωρωπού        | 21010310 | 29,313       | 1381           | 1304           | Neos Oropos                         |
| Gesamt                       | Gesamt                         | 210103   | 175,737      | 5270           | 4581           |                                     |

## Geschichte
Die erste Erwähnung des Namens Louros geht auf das Jahr 1670 zurück.  Evliya Celebi (Εβλιγιά Τσελεμπή), ein türkischer Reisender, erwähnt den Ort in seinen Aufzeichnungen und spricht davon, dass das Gebiet zum Çiftlik (τσιφλίκι) eines Beys gehört, der der Eigentümer (kahya - κεχαγιάς) sei. Außerdem erwähnt er Mühlen und ein Kastell (έρημο φρούριο).
Bis ins 18. Jahrhundert gibt es nur spärliche Überlieferungen. Die meisten davon sind nur Erwähnungen in Landverzeichnissen fremder Konsule. Das Dorf gehörte zusammen mit 14 anderen zum Hoheitsbereich der muslimischen Gemeinde von Ioannina (u. a. Riniassa - Ρινιάσσας; Amvrakikos - Αμβρακικός). Weiters wird auch der Kapitän Nikolos Nastos-Tziovaras (Νικολός Νάστος-Τζιοβάρας) erwähnt, ein Heerführer von Louros und Lamaris, der 1770 von Margaritiotes Tsamides (Μαργαριτιώτες Τσάμηδες) auf Geheiß der Türken ermordet wurde. Dazu gibt es ein populäres Volkslied:
| Griechisch | Deutsch |
| --- | ------- |
| Λάλησε κούκιε μ’ λάλησε στη ράχη στο Καυκάνι. Λαλάτε σ’ασπροπέλαγα, που πλέουν τα καράβια. Ρώτησε για το Νικολό, τον Νικολό Τσουβάρα. Που ήταν στο Λούρο αρματωλός, στο Καρπενίσι κλέφτης. Εψές, προψές ακούστηκαν τα βροντερά ντουφέκια Στον Λούρο επολέμαγε μ’όλη τη συντροφιά του Κοντά στα ξημερώματα τα τούρκικα ασκέρια Τον καπετάνιο βάρεσαν, τον καπετάν Τζοβάρα Και τα μπουλούκια σκόρπισαν. |         |

1779 hielt sich der Mönchspriester und Märtyrer Kosmas o Aitolos (Κοσμάς ο Αιτωλός) in der Gegend auf und predigte vor einer großen Zuhörerschar unter einer alten Platane, die seither "Platane des Vater Kosma" (πλάτανος του Πάτερ Κοσμά) heißt.. Er erreichte auch mit finanzieller Unterstützung des damaligen Kahya Osman Aga (Οσμάν Αγά), dass eine Schule gegründet wurde, weil "er die Griechen anhielt, die Steuern an den Feudalherren zu bezahlen, die im Einklang mit den Gesetzen gemacht worden waren." Und deshalb gewährte der hochrangige Türke auch der ganzen Region seinen Schutz. Rigas Fereos beschreibt 1795 in seiner Erklärung zur Charta von Hellas Louros und Kastro und bezeichnet sie als wichtige Zugangsgebiete zur Griechischen Union.

## Ali Pascha
Ab 1797 eroberte Tepedelenli Ali Pascha Louros trotz heftigen Widerstandes und brannte den Ort mitsamt den Nachbarorten Kamarina und Kantza (Καμαρίνα, Καντζά) nieder. Dann zwang er die Einwohner von Lamaris und die als besonders stolz geltenden Einwohner von Louros unter unmenschlichen Bedingungen zu arbeiten, als Exempel für die Bevölkerung der Umgebung. Er erlaubte den Bewohnern nur noch hölzerne Hütten zu erbauen, ohne Wasserversorgung, denn er hatte Angst davor, dass sie in festen Häusern Waffen verstecken würden und fürchtete, dass die Region zu einem Zentrum der Räuberei würde, wie sie es schon in früheren zeiten gewesen war.
Unter diesen Umständen starben viele der Einwohner. Ali Pascha ließ immer wieder neue Arbeiter aus anderen Regionen, vor allem aus Epirus bringen, um die ergiebigen Ländereien zu bewirtschaften. Die Erträge verkaufte er zum großen Teil an französische Verbündete.  Louros war ein armseliges Kaff und wurde zusammen mit Lamaris als Pasaliki (πασαλίκι - Paschas Schemel) bezeichnet.
Im Sommer 1800 versuchte Ali Pascha erfolglos mit 3.000 Mann von Louros aus Souli zu erobern. Dies verdeutlicht die Bedeutung des Ortes. Darüber hinaus wurde in dem Gebiet der Mühle Holzkohle erzeugt. Die Mühle wurde bis zur Befreiung 1912 betrieben. Man sagt, dass die Kreter, die eine Abteilung der Befreiungsarmee bildeten, den Sieg feierten, indem sie alles zerstörten, was türkisch war, darunter auch die Mühle. Neben der Mühle errichtete Ali Pascha große steinerne Gebäude, die als Lager und Zollstation dienten, um die Produkte der Region (Mehl, Wolle, Eicheln, Tiere) mit dem Schiff vom Hafen von Preveza zu den Märkten Europas oder des Inlandes zu verschiffen. Er selbst brannte das Kastell nieder, das Kourt Pascha (Κουρτ Πασάς) in Louros erbaut hatte und errichtete weiter nördlich ein neues Hauptquartier, Tzami (τζαμί - Moschee), und ein Gebäude für seine Untergebenen und weiter südlich ein Gasthaus (χάνι, türk.: Han).

## Aufstand und Befreiung
Am 21. April 1821 organisierte der Festungskommandant von Rinassis Christoforos Pirevos (Ρηνιάσσης, Χριστόφορος Πειραιβός) in Loros eine Zusammenkunft der Soulioten um die Belagerung von Preveza zu organisieren. Louros wurde von den Türken 1821 als Vergeltungsmaßnahme niedergebrannt. Die Einwohner verließen das Gebiet und die zurückbleibenden siedelten sich weiter nördlich (auf der Nordseite des Flusses) an, in Saraï (σαράϊ), wo schon Ali Pascha gebaut hatte. Dies ist das heutige Zentrum der Ansiedlung.
1854 wurde Louros erneut von den Türken niedergebrannt als Vergeltung für die Teilnahme der Einwohner am Aufstand der Christen (επανάσταση των Χριστιανών) in Epiros. Daraufhin verließen wieder viele Einwohner die Gegend. Seit 1873 gibt es Bemühungen wieder vermehrt Menschen in der Gegend und in ganz Epiros anzusiedeln.
Mit der Befreiung des Epiros durch das griechische Heer endete die 400-jährige türkische Herrschaft. Am 16. Oktober 1912, um 8:00 Uhr früh, war Louros befreit.
In der Zeit der türkischen Herrschaft war Louros Hauptort einer der vier Nachigies (ναχιγιέ, Louros & Lamaris) von Preveza. Die Nachigies umfasste 15 Orte: Louros, Palioporos (Παλιορόπορος - Altfurt), Douv'aina (Δούβγαινα), Sesovo (Σέσοβο), Maze (Μάζε(η)), Limpochovo (Λιμπόχοβο), Martanii (Μαρτανιοί), Mouzaka (Μουζάκα), Kamarina (Καμαρίνα), Kanali (Κανάλι), Flamboura (Φλάμπουρα), Michalitsi (Μιχαλίτσι), Mytikas (Μύτικας), Skafidaki (Σκαφιδάκι), Reniassa (Ρενιάσσα). Die örtliche Schule war eine Allilodidaktiki Scholi (Αλληλοδιδακτική σχολή).

## Neuere Geschichte
Am 13. Juni 1926 ereignete sich ein spektakulärere Banküberfall auf die Filiale der National Bank of Greece, bei dem 15 Millionen () erbeutet wurden. Die Regierung bot Heer und Miliz auf um zwei Tage lang die gesamte Gegend von Louros und Lamaris zu durchkämmen. Zu Verhören wurden 7.000 Anwohner im Schulgebäude versammelt.
Seit den 1950ern entwickelte sich in Folge der Trockenlegung der Sümpfe langsam die Landwirtschaft. 1969 wurde ein Elektrizitätswerk errichtet. 2001, nach vier Jahren, wurde die Flurbereinigung abgeschlossen. Heute gibt es eine Kinderkrippe, eine 12-klassige Schule, Gymnasium und Lyzeum; eine Philharmonie. Der Ort ist Verwaltungszentrum für Oropos, Stefani, Sfinotos, Kotsanopoulos, Vrisoula, Revmatia, Skiada, Ano Rachi und Trikastro (Ωρωπού, Στεφάνης, Σφηνωτού, Κοτσανοπούλου, Βρυσούλας, Ρευματιάς, Σκιαδά, Άνω Ράχης και Τρικάστρου). Die Bevölkerung ist seit 1951 stetig angewachsen. Der nördlichste Zipfel des Gebietes, wo der Acheron das Gebiet von Louros streift, wird als Tor des Hades (Πύλες του Άδη) bezeichnet.

## Sehenswürdigkeiten
Schon die natürliche Landschaft mit ihren Olivenhainen, Obstgärten, Teilen des alten Aquädukts von Nikopolis, den Ruinen eines Turms aus hellenistischer Zeit und den einzigartigen Auwäldern mit der Kirche Agios Nikanoraas (Εκκλησία Άγιος Νικανωρας) ist Louros ein lohnenswertes Ausflugsziel. Ein besonderer Ort ist auch die Kirche St. Barnabas von 1149. Strände des Ionischen Meeres sind nur 12 km entfernt und nördlich des Ortes befindet sich auch das Naturschutzgebiet Katafigio Agrias Zois Avassou, Zaloggou, Fanariou (Καταφύγιο Άγριας Ζωής Αβάσσου, Ζαλόγγου, Φαναρίου) mit der Kirche Agios Nikolaos.